# Maranhãozinho
Maranhãozinho är en kommun i Brasilien.   Den ligger i delstaten Maranhão, i den nordöstra delen av landet, 1 500 km norr om huvudstaden Brasília. Antalet invånare är 14 066.
Omgivningarna runt Maranhãozinho är huvudsakligen savann. Runt Maranhãozinho är det glesbefolkat, med 10 invånare per kvadratkilometer.